# Brachiones przewalskii
Brachiones przewalskii је врста глодара из породице мишева.

## Распрострањење
Ареал врсте је ограничен на једну државу. Северозападна Кина је једино познато природно станиште врсте.

## Станиште
Станиште врсте су пустиње. 

## Угроженост
Ова врста је наведена као последња брига, јер има широко распрострањење и честа је врста.